# Большеволковское (сельское поселение)
Большеволковское — упразднённое муниципальное образование со статусом сельского поселения в Вавожском районе Удмуртии Российской Федерации.
Административный центр — деревня Большое Волково.
Законом Удмуртской Республики от 26 апреля 2021 года № 30-РЗ к 9 мая 2021 года упразднено в связи с преобразованием муниципального района в муниципальный округ.

## География
Большеволковское сельское поселение находится в западной части Удмуртии, занимая правобережную часть среднего течения реки Вала. Площадь территории поселения составляет 7976 га.

## История
Статус и границы сельского поселения установлены Законом Удмуртской Республики от 14 июля 2005 года № 46-РЗ «Об установлении границ муниципальных образований и наделении соответствующим статусом муниципальных образований на территории Вавожского района Удмуртской Республики».

## Население
| 2006 | 2010  | 2012  | 2013 | 2014  | 2015  |
| ---- | ----- | ----- | ---- | ----- | ----- |
| 1238 | ↘1030 | ↘1002 | ↘979 | ↗1001 | ↘986  |
| 2016 | 2017  | 2018  | 2019 | 2020  | 2021  |
| ↘967 | ↘957  | ↘935  | ↘922 | ↗923  | ↗1028 |

## Состав сельского поселения
| № | Населённый пункт | Тип населённого пункта          | Население |
| - | ---------------- | ------------------------------- | --------- |
| 1 | Березек          | деревня                         | ↘199      |
| 2 | Большое Волково  | деревня, административный центр | ↘511      |
| 3 | Макарово         | деревня                         | ↘279      |
| 4 | Чемошур-Докья    | деревня                         | ↘13       |

## Социальная сфера
- Средняя школа
- ФАП
- Клуб
- Детсад
- Библиотека
- Почта
- Ветеринарный участок